# 2021年菲律賓空軍洛克希德C-130H力士運輸機墜機事故
2021年7月4日，菲律賓空軍一架C-130運輸機在菲律宾的蘇祿省坠毁。事故造成53人死亡，其中50人是飞机上乘客，3人是地面人員，这次事故是菲律宾軍方史上最致命的航空事故。

## 飞机
事故中的飞机是一架C-130運輸機，尾号为5125。它是一架前美国空军飞机，2021年1月被菲律賓空軍購入。

## 事故
2021年7月4日，这架飞机从帕賽市起飛，準備飛往卡加延德奥罗，之後再从卡加延德奥罗運送人员到霍洛。 11:30（UTC+8），飞机在试图降落到霍洛机场時冲出跑道，最終在附近一个人口稀少的采石场坠毁起火。飛機上有104名乘員，其中包含3名飞行员、5名其他机组人员和96名菲律宾陆军人员。飛機上还有五辆军车。事故造成50名機上乘客和地面上3名采石场工人死亡，另有50人在这次坠机中受伤。